# Re-Logic
Re-Logic — частная компания, независимая студия-разработчик и издатель компьютерных игр. Основана в 2011 году, по данным на 2023 год насчитывает 11 сотрудников. «Re-logic» выпустила такие игры, как Terraria, Pixel Piracy и Pixel Privateers.

## История
Изначально в «Re-Logic» входили только основатель Эндрю Спинкс, который разработал и запрограммировал Terraria, и Финн «Tiy» Брайс, сделавший графический дизайн к игре. Потом Брайс сосредоточился на собственном проекте Starbound и перестал являться сотрудником «Re-Logic».
С 2013 года студия работала над продолжением приключений в открытом мире Terraria. Эндрю Спинкс, создатель оригинальной игры, отметил, что разработчики активно готовят к выпуску Terraria otherworld. По его словам, там появится широкий спектр новых возможностей, включая бесконечные миры, сюжет, и ветки навыков. Это будет напоминать оригинальную игру, однако, по заверению главы студии, игроки получат ещё больше свободы, обновленную графику и анимацию, много новых вещей и мобов, структур и механизмов. В разработке помогала студия «Engine Software». Планировался не полноценный сиквел, а некое подобие спин-оффа к основному проекту.
Действие предполагалось в одном из измерений «Террарии», где игрокам пришлось бы вступить в суровую схватку за «другой мир». Создатели обещали не трогать основные механики игры, так полюбившиеся фанатам — но в то же время добавить ролевые и стратегические компоненты, что придаст старой игре новое сияние. Студия акцентировала тот факт, что новая игра не станет «Террарией—2». Кроме того, в ней будет и кооперативная функциональность.
Terraria: Otherworld разрабатывалась для PC и Mac, но Re-Logic склонялась и в сторону выпуска на Xbox One и PS4 в качестве инди-игры. В 2017 году вышла тактическая RPG Pixel Privateers. Однако, сроки выпуска Terraria: Otherworld были отложены, так как «Re-Logic» отказалась от услуг студии «Engine Software» и продолжила работу с «Pipeworks Studios».
В 2018 году компания объявила, что прекращает разработку Terraria: Otherworld. Процесс затянулся, хотя проект и перезапустили, но превратить идеи в жизнь разработчики так и не смогли. Оценив объём работы, который требовался для выпуска, они решили отказаться от дальнейшего воплощения. Студия больше не будет давать преждевременных анонсов и сообщать о своих планах. Действовать команда станет самостоятельно, не доверяя аутсорсингу и займётся обновлением основной Terraria. 14 мая 2019 года вице-президент Уитни Спинкс написала, что игры Re-Logic никогда не будут эксклюзивами Epic Games Store. В 2020 году Эндрю Спинкс ответил на просьбу закончить работу над Terraria: Otherworld: «100000 подписей и 15$ и я выложу исходный код». Но компания не смогла «ни подтвердить, ни опровергнуть любой возможный результат», хотя в 2024 году петиция на сайте Change.org набрала уже более 123 тысяч подписей.
В январе 2021 года Google без объяснения причин заблокировала аккаунт Эндрю Спинкса. Он лишился доступа к Google Play, Google Диск, YouTube и Gmail, которыми пользовался много лет. В ответ Re-Logic отменила Terraria для Stadia. Однако в феврале проблемы были решены — Google связалась с разработчиками и восстановила доступ, а выпуск на платформе согласован.
В 2022 году Спинкс показал концепт-арт Terraria 2 и рассказал, что там должно быть бесконечное количество миров, чтобы игроки могли путешествовать куда угодно. Re-Logic также объявила о партнёрстве с 50 Amp Productions по выпуску серии графических новелл во вселенной Terraria, где каждая книга состоит из четырёх частей и будет издаваться в коллекционном формате. К разработке новой игры студия приступит только после выпуска  обновлений и доработки Terraria. В 2023 году Спинкс рассказал, что Terraria слишком хорошо продаётся, поэтому авторы не могут двигаться дальше. Компания выступила против политики Unity по взиманию комиссии с разработчиков и объявила о пожертвовании игровым движкам с открытым исходным кодом Godot и FNA game по 100 тысяч долларов. На 2024 год продажи Terraria составили 58,7 миллионов копий, Re-Logic анонсировала выпуск очередного обновления.

## Игры

### Разработанные
- Terraria (2011)

### Изданные
- Pixel Piracy (2015)
- Pixel Privateers (2017)

### Отменённые
- Terraria: Otherworld